# دانیله آدانی
دانیله آدانی (به ایتالیایی: Daniele Adani) بازیکن فوتبال و مدافع اهل ایتالیا است که از سال ۲۰۰۰ میلادی عضو تیم ملی فوتبال ایتالیا بوده و در ۵ بازی ملی حضور داشته‌است. او در بازی‌های ملی‌اش گلی به ثمر نرساند.
دانیله آدانی آخرین بازی ملی خود را در سال ۲۰۰۴ میلادی انجام داد.